# Synchlora albolineata
Synchlora albolineata är en fjärilsart som beskrevs av Alpheus Spring Packard 1873. Synchlora albolineata ingår i släktet Synchlora och familjen mätare. Inga underarter finns listade i Catalogue of Life.